# Mistrovství Evropy v plaveckých sportech 1989
Mistrovství Evropy v plaveckých sportech za rok 1989 proběhlo v Bonnu, Západní Německo ve dnech 13. až 20. srpna 1989.
Soutěže
- Plavání
- Skoky do vody
- Umělecké plavání
- Vodní pólo